# 토니 레볼로리
토니 레볼로리(Tony Revolori, 1996년 4월 28일 ~ )는 미국의 배우이다. 2014년 영화 《그랜드 부다페스트 호텔》의 어린 제로 무스타파 역으로 2015년 제41회 새턴상 아역배우상 후보에 올랐다.

## 출연 작품

### 영화
- 퍼펙트 게임 (2009)
- 그랜드 부다페스트 호텔 (2014)
- 도프 (2015)
- 제5침공 (2016)
- 테이블 19 (2017)
- 스파이더맨: 홈커밍 (2017) - 플래시 톰프슨 역
  - 스파이더맨: 파 프롬 홈 (2019)
  - 스파이더맨: 노 웨이 홈 (2021)
- 스탠바이, 웬디 (2017)
- 런 (2020)
- 프렌치 디스패치 (2021)
- 스크림 6 (2023)
- 애스터로이드 시티 (2023) - 젠 역
- 그대들은 어떻게 살 것인가 (2023) - 영어 더빙

### 텔레비전
- 더 유닛 (2006)
- 안투라지 (2007)
- 마이 네임 이즈 얼 (2009)
- 셰임리스 (2013)
- 워커홀릭스 (2017)
- OK K.O.! 내일은 히어로 (2017-18) - 목소리
- 서번트 (2019-23)
- 시냇가의 크레이그 (2020) - 목소리
- 윌로우 (2022-23)